# 孟時
孟時，山东汶上县人。明朝官员。
孟時为孟子五十九代孙。其五世祖孟思忠始自鄒縣迁汶上。正德十四年（1519年），孟思忠选贡生。嘉靖年间任南直隸铜陵县（今屬安徽省）知县。